# São Paulo Athletic Club
El São Paulo Athletic Club, actualment i oficialment Clube Atlético São Paulo, però generalment esmentat amb les sigles en anglès SPAC, és un club esportiu brasiler de la ciutat de São Paulo. Inicialment practicà el futbol. Actualment practica esports com el futbol sala, rugbi a 15, esquaix, natació, tennis i voleibol.

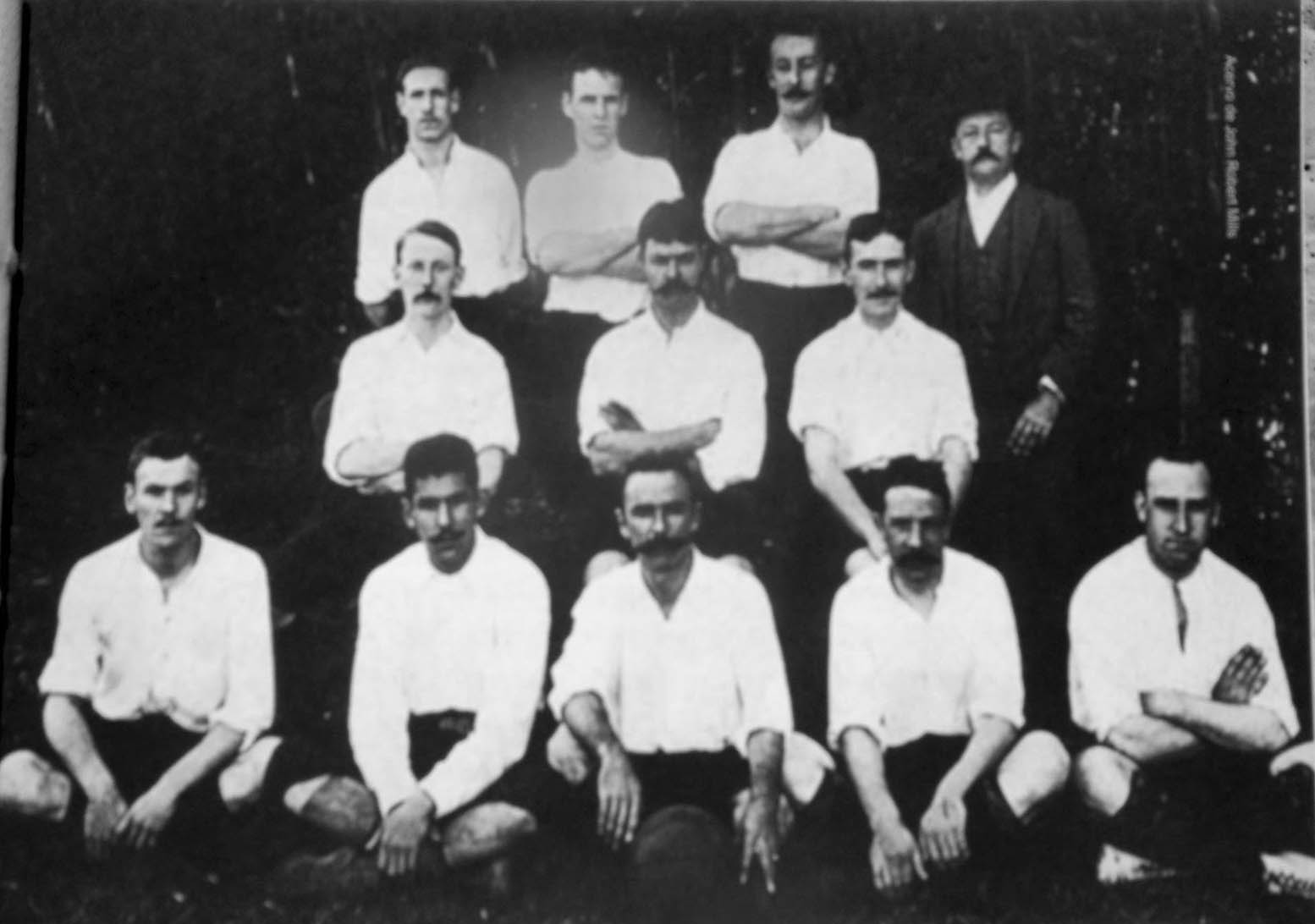
Equip del 1904, tri-campió paulista.

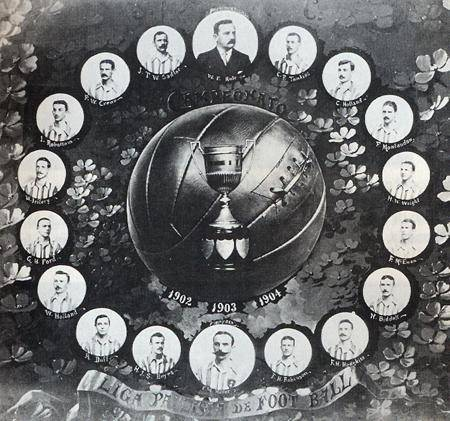
Pòster de l'equip de futbol de l'SPAC campió de tres títols consecutius (1902-04).

El club va ser fundat el 13 de maig de 1888 per Charles William Miller juntament amb d'altres immigrants anglesos. Quan el club deixà de practicar el futbol a inicis del segle xx, el rugbi esdevingué el principal esport practicat pel club. Els anys 1932 i 1936 la selecció del Brasil de rugbi jugà enfront Sud-àfrica i Anglaterra, amb la majoria de jugadors pertanyent al club.

## Palmarès
Futbol
- Campionat paulista:[2]
  - 1902, 1903, 1904, 1911

Rugbi
- Campionat brasiler de rugbi:
  - 1964, 1965, 1966, 1967, 1968, 1969, 1974, 1975, 1976, 1999
- Campionat paulista:
  - 1999
- Recopa:
  - 2005, 2008
- Campionat paulista femení:
  - 2006, 2007, 2008, 2009